# Entraygues-sur-Truyère
Entraygues-sur-Truyère (okcitansko Entraigas) je naselje in občina v južnem francoskem departmaju Aveyron regije Jug-Pireneji. Leta 2011 je naselje imelo 1.113 prebivalcev.

## Geografija
Kraj leži v pokrajini Rouergue ob reki Lot in njenem desnem pritoku Truyère, 56 km severno od središča departmaja Rodeza.

## Uprava
Entraygues-sur-Truyère je sedež istoimenskega kantona, v katerega so poleg njegove vključene še občine Espeyrac, Le Fel, Golinhac in Saint-Hippolyte z 2.346 prebivalci.
Kanton Entraygues-sur-Truyère je sestavni del okrožja Rodez.

## Zanimivosti
- srednjeveški grad Château d'Entraygues iz 13. do 17. stoletja, zgrajen ob sotočju rek Lot in Truyère; francoski zgodovinski spomenik.